# Европа (албум)
Европа је четврти албум Стоје. Издат је 2001. године. Издавачка кућа је Grand Production, а продуцент Горан Ратковић Рале.

## Песме
1. Европа
2. Умри
3. Нека пати, све нек’ плати
4. Не враћам се ја на старо
5. Боље и да не видим
6. Иди нек’ те срећа прати
7. Само се једном живи
8. Месец сија